# Les Quatre Saisons (Sophie)
Pour les articles homonymes, voir Les Quatre Saisons (homonymie).
Les Quatre Saisons (ou Sophie et les Quatre Saisons) est le 13e album de la série Sophie de Jidéhem et Vicq, paru en 1978. Il reprend la quarante-quatrième histoire des aventures de Sophie, publiée pour la première fois dans le journal Spirou en 1977 (no 2030 à no 2048).